# Dekan (naslov)
U akademskoj upravi (npr. u školama ili na fakultetima) dekan je naziv za osobu koja je glavni upravitelj neke akademske jedinice, ili nekog akademskog područja, ili oboje.
Izraz potječe iz latinskog decanus, koji je izvorno u Rimskoj vojsci označavao vođu skupine od desetorice vojnika. Kasnije su u srednjem vijeku naziv zadržao u samostanima (osobito nakon klinijevskih reformi) koji su često bili vrlo veliki i u kojima je znalo biti i više stotina redovnika. Radi lakšeg upravljanja, redovnici su bili organizirani u skupine desetorice, koju je vodio glavni redovnik nazvan decanus.
Kasnije se taj naziv rabio za poglavara neke zajednice svećenika, poput npr. dijela biskupije ("dekanija"). Kad su zatim iz nekadašnjih katedrala i samostanskih škola razvila sveučilišta, naslov "dekan" nastavio se koristiti za razne administrativne čelnike u tim obrazovnim ustanovama.